# Mannersdorf an der Rabnitz
Mannersdorf an der Rabnitz (węg. Répcekethely, burg.-chorw. Malištrof) – gmina w Austrii, w kraju związkowym Burgenland, w powiecie Oberpullendorf. 1 stycznia 2014 liczyła 1,81 tys. mieszkańców.